# Abão de Magheranoidhe
Abão de Magheranoidhe (também chamado de Abbán ou Abão de Murneave ou de Murnevin; circa 570 – 16 de março de 620) é um santo da tradição irlandesa. Foi associado inicialmente com Mag Arnaide (Moyarney ou Adamstown, condado de Wexford, perto de New Ross) e com Cell Abbáin (Killabban, condado de Laois). Seu culto esteve, contudo, também ligado a outras igrejas em outros locais da Irlanda, juntamente com o de sua suposta irmã Gobnait.
Foi sobrinho de Santo Ibar, conhecido como o Apóstolo de Wexford (predecessor e contemporâneo de São Patrício).
Filho de Cormac, Rei de Leinster, e fundador de inúmeras igrejas no distrito de Ui Cennselaigh, próximo dos atuais Condado de Wexford e da Diocese de Ferns. Seu principal monastério foi o de Magheranoidhe, posteriormente conhecida como Abbanstown, hoje a atual Adamstown, na Irlanda. Também é contado como sendo o fundador da abadia de Ros-Mic-Treoin ou de New Ross, que, mais tarde, ficou conhecido como importante centro escolástico. Santo Abão morreu em 16 de março de 620.
Ele é referenciado em The Lives of the Saints (As Vidas dos Santos) e em Lives of the Irish Saints (Vidas dos Santos Irlandeses).

## Vida
Sua árvore genealógica nas genealogias irlandesas, que parece ter sido composta no interesse de Cell Abbáin, sugere que ele pertencia à Uí Chormaic (também Moccu Chormaic). Uma nota em irlandês para o Félire Óengusso (de 27 de outubro), identifica o seu pai como Laignech (lit. "Homem de Leinster"), filho de Cainnech, filho de Imchad, filho de Cormac, filho de Cúcorp. As Vidas, por outro lado, não mencionam algumas gerações tornando Cormac, rei de Leinster, seu pai e dando o nome de sua mãe de Mílla. Na verdade, as Vidas confundem o tempo de vida do santo, atribuindo-lhe mais de 300 anos. Ele é colocado em contato com santos ilustres como Finnian de Clonard, Brandão de Clonfert (m. 577), Columba (m. 597), Gregório, o Grande, Munnu e Moling. Um dos povoados fundados pelo santo teria sido repetidamente saqueado por Cormac mac Diarmata (fl. segunda metade do século VI), rei de Leinster do grupo Uí Bairrche, que é retratado na hagiografia de Leinster como um grupo rival dos Uí Chennselaig. Abão também é mencionado como sendo contemporâneo de personalidades como São Íbar, que é reivindicado a ser o seu tio materno, e São Patrício.
Nada se sabe sobre o início da vida de Abão. As Vidas contam que esperava-se que ele sucedesse seu pai em Leinster, mas que a sua devoção a Deus e os milagres que realizava ainda quando muito jovem, logo deixaram claro que ele estava destinado a uma carreira religiosa. O menino foi enviado para o seu tio materno, o bispo Íbar, com quem viajou para Roma. Na Itália, os poderes de santo Abão provaram ser de muita utilidade para afastar qualquer perigo apresentado pelos homens, monstros e fenômenos sobrenaturais. Ao longo do texto, Abão pode ser visto demonstrando seus poderes, exercendo autoridade especial sobre rios e mares.

## Fundações
As glosas para as duas entradas de Abão no Félire Óengusso associam-no com Mag Arnaide (condado de Wexford), no território dos Uí Chennselaig (também Uí Buide), e com Cell Abbáin (condado de Laois), no território dos Uí Muiredaig.
Contudo, as atividades de Abão foram também associadas a muitas outras partes da Irlanda. Uma nota especial é a tradição de que Santa Gobnait foi sua irmã e que seu túmulo encontrava-se perto de sua igreja ou convento em Bairnech, atual Ballyvourney (Muskerry, condado de Cork). Como as posteriores recensões sugerem, a original Vida de Ailbe parece basear-se neste contexto, ao afirmar que Abão fundou Ballyvourney e deu-a a sua irmã. De acordo com as Vidas dele, Abão começou a fundar uma série de igrejas depois de voltar de uma segunda visita a Roma. Dentre as igrejas que alega-se ter sido fundada por ele estão: Cell Ailbe (condado de Meath) e Camross (condado de Laois).
Os Bolandistas argumentaram que o Abão de Mag Arnaide e o Abão de Cell Abbáin foram originalmente dois santos distintos, um comemorado em 16 de março, e o outro, em 27 de outubro, mas que os dois foram confundidos desde muito tempo.

## Abingdon e as relações irlando-normandas
A Vida invoca a alegação falsa de que Abingdon, a cidade perto de Oxford, é para ser explicada etimologicamente como Abbain dun, a "cidade de Abão". O mito etiológico diz que a cidade ganhou o seu nome do santo, porque ele converteu o rei e o povo da região. A história não foi um caso isolado. A etimologia é também levantada pelo autor que revisou as crônicas do século XII, Historia Ecclesie Abbendonensis ("A História da Igreja de Abingdon"). Como a abadia de Abingdon ficava em um vale, ele prefere a derivação irlandesa: "Por termos aprendido com os nossos contemporâneos que, de acordo com o idioma dos irlandeses, Abingdon é interpretado como 'casa da Aben"; mas de acordo com o idioma dos ingleses, Abingdon geralmente significa a "colina de Aben."
Pádraig Ó Riain propõe que o episódio da Vida do santo foi destinado a oferecer algum contrapeso contra a propaganda inglesa, que afirmou que a necessidade de orientação religiosa e eclesiástica justifica a presença inglesa na Irlanda; e que, na verdade, a conveniência lingüística foi o que fez o santo de uma igreja menor fosse um protagonista adequado. Mais especificamente, Ailbe pode ter escrito a sua Vida em resposta a sua briga com William Earl Marshall, que tinha confiscado duas mansões perto de New Ross, e os normandos, em vez dos irlandeses podem ter sido o seu público-alvo. Tem sido argumentado que a ocasião formativa para a história foi uma visita a Abingon feita em 1080 por Lorcán Ua Tuathail (São Lourenço O'Toole), arcebispo de Dublin, que ficou lá por três semanas antes de acompanhar Henrique II até a Normandia. Ailbe, sendo um dos discípulos do arcebispo, pode ter estado presente.

## Comemoração
No Martirológio de Tallaght, no Félire Óengusso e no Martirológio de Gorman, Abão tem duas festas litúrgicas: 16 de março e 27 de outubro, que são identificadas nas Vidas como sendo as datas de sua morte. O Martirológio de Donegal, de John Colgan e Ó Cléirigh, menciona apenas Abão em 16 de março.
Suas entradas no Félire Óengusso elogiam-no como um "arbusto angelical de ouro" (doss óir ainglech) e "um abade justo e instruído" (abb cain clíarach).